# Antibibliotek
Betegnelsen antibibliotek henviser til en samling bøger der ikke er blevet læst endnu. Termen kan sidestilles med den japanske term tsundoku, der henviser til en stabel bøger, indkøbt med henblik på at blive læst. Betegnelsen 'antibibliotek' er anvendt af den libanesisk-amerikanske økonom Nassim Nicholas Taleb.

## Etymologi
Taleb anvender termen antibibliotek i bogen The Black Swan (2007). Dér antyder han at mange bøger gør folk nysgerrige og ydmyge. Han baserer det på sprogmanden Umberto Eco, der selv ejede flere omfangsrige privatsamlinger placeret i hans boliger. Op imod 50.000 bøger. Biblioteket som fænomen indtager hovedrollen i Ecos roman Rosens navn. Taleb refererer at Eco skelner imellem to personer: 1) de som bliver imponerede over størrelsen på hans bibliotek, og 2) de som ser det som et aktiv for indhentning af information og redskab for forskning. Og at læste bøger er langt mindre værdifulde end de ulæste. "Jo mere du ved, des større bogstabler".

## Kritik
Det er blevet indvendt at "åbne antibiblioteker", forstået som digitale biblioteker, giver flere reelle muligheder. Andre har indvendt imod Taleb, at han kun har øjne for 'læste' og 'ulæste' bøger, men at mange bøger har andre funktioner, som opslagsbøger, der ikke er beregnet på at blive læst helt igennem. Mange biografier læses heller ikke til bunds.